# جوزف کاکرن
جوزف پلامب کاکرن (۲۴ دی ۱۲۳۳ ارومیه – ۲۷ مرداد ۱۲۸۴ ارومیه، سیر) (به انگلیسی: Joseph Plumb Cochran) پزشک آمریکایی در ایران بود. کاکرن در نوجوانی به آمریکا می‌رود و پس از تحصیل در پزشکی به ایران برمیگردد و اولین کالج پزشکی نوین ایران را تأسیس می‌کند. که بعدها دانشگاه ارومیه بر پایهٔ آن تأسیس می‌گردد و پس از ۲۷ سال طبابت، تدریس پزشکی بر اثر بیماری حصبه درمی‌گذرد و با همراهی مردم در قبرستان آمریکایی‌ها در روستای سیر تدفین می‌شود.

## مأموریت آمریکایی‌ها
میسیونرهای آمریکایی، به ویژه آن‌هایی که وابسته به هیئت مأمورین آمریکایی برای مأموریت‌های خارجی (ABCFM) بودند، در قرن نوزدهم به ایران سفر کردند تا مسیحیت را گسترش داده و زندگی مردم را بهبود بخشند. تمرکز آنها عمدتاً بر نستوریان، یک جامعهٔ مسیحی باستانی در منطقهٔ ارومیه، بود. این میسیونرها با چالش‌هایی مانند بیماری، بی‌ثباتی سیاسی و سوءظنّ مقامات محلی روبرو شدند، اما با تأسیس مدارس، ترجمهٔ متون مذهبی و ارائهٔ مراقبت‌های پزشکی، استقامت کردند. از جملهٔ این افراد پیشگام، کشیش جوزف گالپ کوکران (پدر پلامب کاکرن) و همسرش دبورا بودند که در سال ۱۸۴۸ به ایران رسیدند و زندگی خود را وقف خدمت به مردم محلی کردند. فرزند آنها، جوزف پلامب کوکران، تحت تأثیر تعهد والدینش قرار گرفت و به عنوان پزشک به ارومیه بازگشت تا میراث خدمت آن‌ها را ادامه دهد. کار این میسیونرها فراتر از تبشیر مذهبی بود و شامل آموزش و مراقبت‌های بهداشتی نیز می‌شد، که نقشی اساسی در بهبود زندگی مردم داشت.

## زندگی شخصی
پدرش، گالامب کاکرن (۱۸۱۷–۱۸۷۱)، و مادرش، دبرا پلمپ (۱۸۲۰–۱۸۹۳)، جزو اولین میسیونرهای آمریکایی بودند که به ایران سفر کردند. آن‌ها در شهر ارومیه که محل اولین کلیسای آشوری در شرق بود اقامت گزیدند. خانواده کاکرن زندگی خود را وقف بهبود معیشت مردم محلی که بسیاری از آن‌ها مسیحی بودند کردند.
جوزف یکی از هشت فرزند خانواده بود که پسر به سال ۱۸۵۵ میلادی / ۱۲۳۳ خورشیدی در شهر ارومیه در استان آذربایجان غربی ایران زاده شد. او دوران شادی را در خانواده پرجمعیتش سپری نمود. وی در کودکی زبان‌های انگلیسی، فارسی، ترکی، کردی و آشوری را در ارومیه فراگرفت. او در سال ۱۸۶۸ م / ۱۲۴۷ خ در سن ۱۳ سالگی ایران را ترک کرد و به جهت تحصیل پزشکی به آمریکا رفت. وی نیز پس از ازدواج با همسرش کاترین هیل (Katherine Hale) در ایالت مینه‌سوتا، به سال ۱۸۷۸ م / ۱۲۶۷ به ایران نزد خانوادهٔ خود در ارومیه بازگشت.

### حکیم صاحب
در ایران و هند برای افراد خارجی مورد احترام لقب صاحب داده می‌شد و کاکرن به دلیل دارا بودن احترام مردم محلی و طبابت «حکیم صاحب» خطاب می‌شد.|

## تحصیلات
جوزف کاکران در سال ۱۸۶۸ در نوجوانی به مقصد ایالات متحده آمریکا ترک وطن کرد. او در بوفالو، نیویورک با خانوادهٔ استیفن مالوری کلمنت زندگی می‌کرد. کلمنت در تأمین مالی تحصیلات وی و بعدها، بیمارستان او در ایران کمک کرد. کاکران در کالج پزشکی نیویورک پزشکی خواند و در سال ۱۸۷۶ فارغ‌التحصیل شد. پس از فارغ‌التحصیلی، دو سال کار عملی در بیمارستان را به اتمام رساند و در زمینه‌های جراحی، بیماری‌های عفونی و زنان و زایمان تجربه کسب کرد. کاکران همچنین داروسازی و دندانپزشکی را آموخت تا بتواند به مبلغان مذهبی و دیگران به طرق مختلف کمک کند. علاوه بر این، او کار تخصصی در زمینه چشم انجام داد و یک سال به عنوان پزشک داخلی در بیمارستان کینگز کانتی مشغول به کار بود.

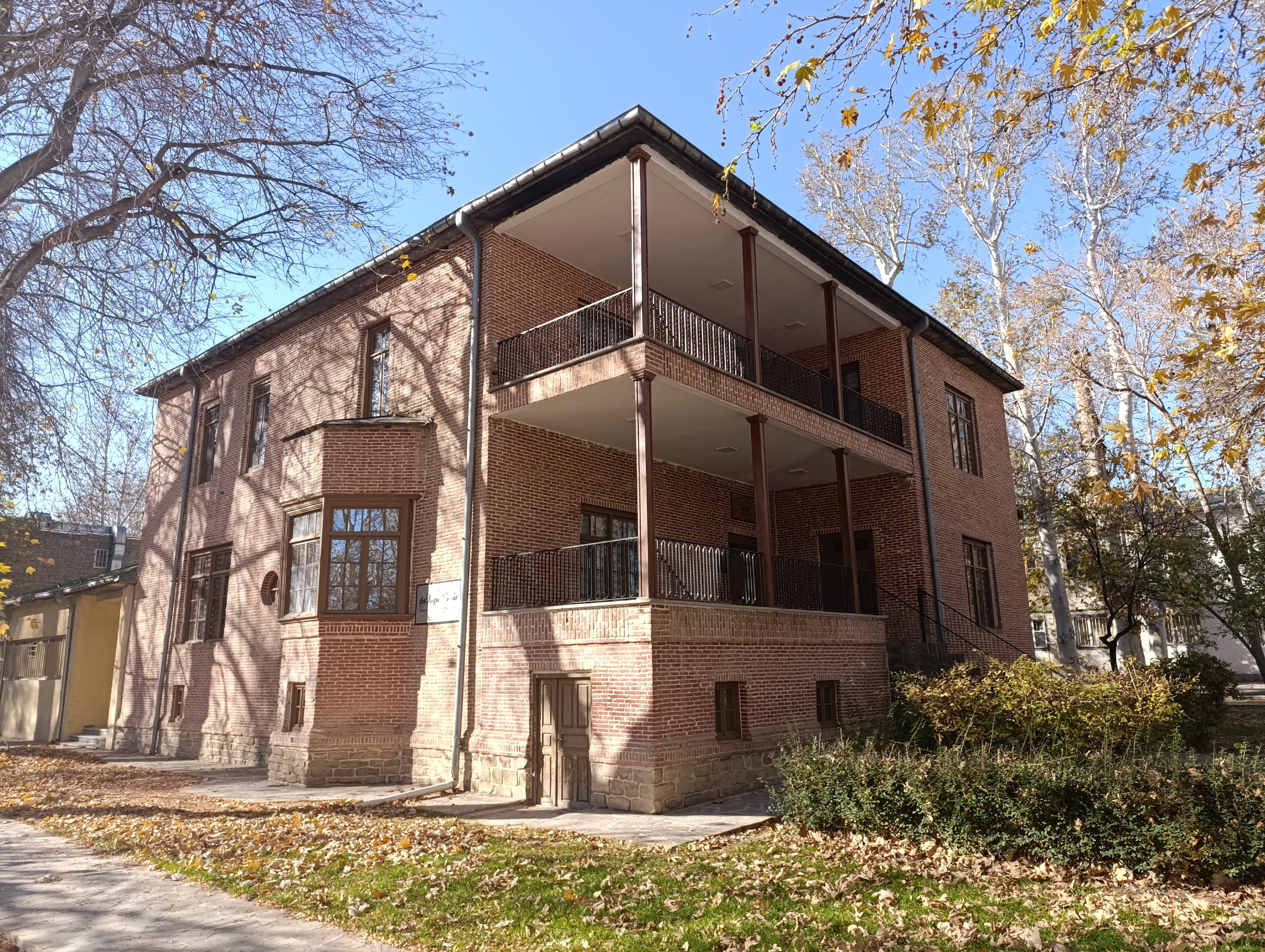
مسکن طبیب - خانه جوزف کاکرن در پردیس دانشگاه ارومیه

## کالج پزشکی
در ارومیه او دریافت که خدمات پزشکی که توسط جمعیت شیر و خورشید سرخ ارائه می‌شود کافی نیست و همچنین پرسنل کافی برای انجام امور پزشکی وجود ندارد. وی با مساعدت جمعیت آشوری بیمارستانی بنام وست مینستر (به پاس حمایت کلیسای وست مینستر بوفالو) را در محل کنونی پردیس شهر دانشگاه ارومیه بنیان نهاد.

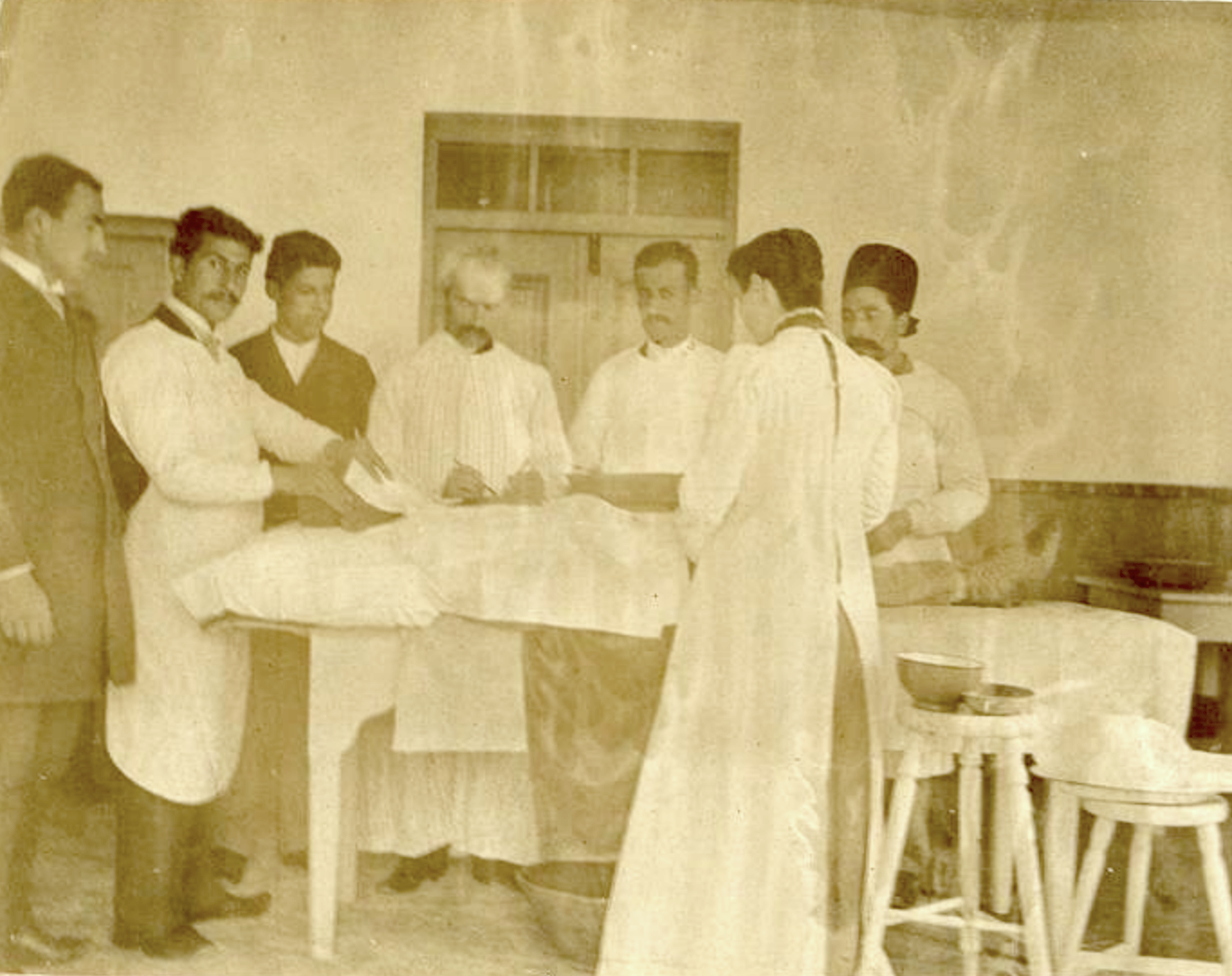
کلاس درس پزشکی کالج ارومیه (حدود سال ۱۹۰۰)، با حضور کاکرن

همچنین وی اولین دوره آموزش پزشکی مدرن را در همین مؤسسه آغاز نمود. اولین فارغ التحصیلان این مؤسسه در سال ۱۸۹۸ فارغ‌التحصیل شدند. مدارک این دانشجویان توسط مظفرالدین‌شاه قاجار و جوزف کاکرن امضا گردید. در طول این مدت امریکاییان دیگری نیز به کمک جوزف آمدند که از جمله آن‌ها می‌توان به رایت، هلمز، ون نوردن و میلر اشاره نمود. همگی این افراد مابقی عمر خود را در ارومیه سپری کردند و خود را وقف درمان بیماران و همچنین آموزش علوم پزشکی به دانشجویان نمودند و سرانجام نیز در ارومیه از دنیا رفتند و همان‌جا نیز به خاک سپرده شدند.

### ساختمان چوبی
این ساختمان محل سکونت و تدریس کاکرن بوده و به عنوان ساختمان چوبی شناخته می‌شود، در اثر عدم رسیدگی از طرف دانشگاه و میراث فرهنگی بافتار این ساختمان فرسوده شده و در سال ۱۳۸۳ یک بار فروریخت. و در سال ۱۳۹۴ مرمت می‌شود.

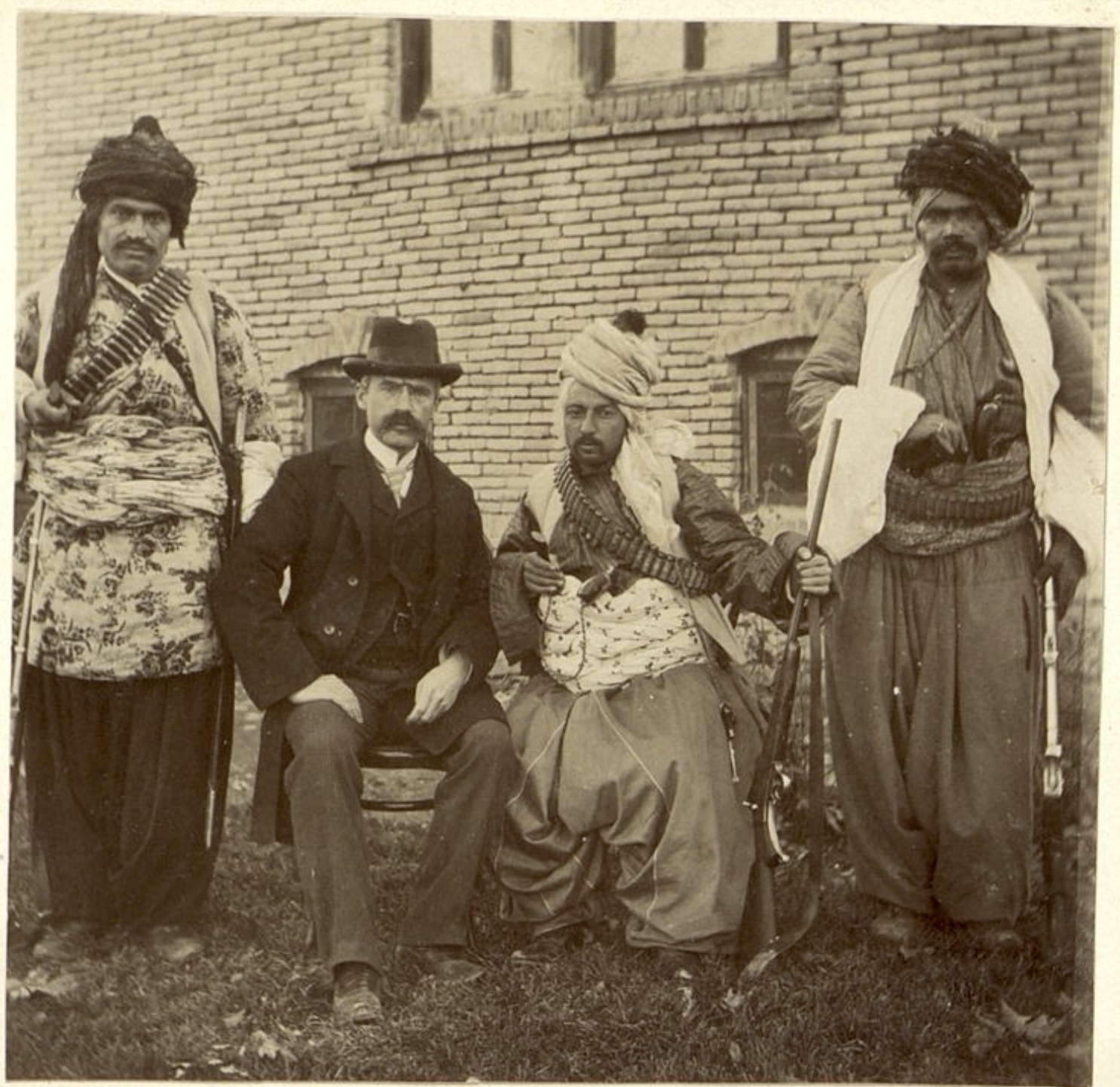
دیدار پلامب با خان کرد

## میانجی‌گری در شورش کردها
در سال ۱۸۸۰، حمله کردها به ایران به رهبری شیخ عبیدالله، یکی از مهم‌ترین رهبران کرد، به وقوع پیوست. شیخ عبیدالله که به دنبال تشکیل یک ملت متحد کردستانی بود، ارومیه را هدف قرار داد و نیروهایش به رهبری پسرش این شهر را محاصره کردند. در این میان، کاکرن به دلیل روابط دوستانه‌ای که با شیخ و ایرانیان داشت، نقش مهمی در تلاش برای کاهش تنش‌ها ایفا کرد. تلاش‌های او به همراه کنسول‌گری بریتانیا برای متقاعد کردن ایرانیان به تسلیم و جلوگیری از خونریزی در ابتدا بی‌نتیجه بود، اما در نهایت کردها با وجود برتری عددی نتوانستند شهر را تصرف کنند و عقب‌نشینی کردند. پس از حمله، منطقه با نابودی روستاها و قحطی مواجه شد. کاکرن به دلیل کمک‌های پزشکی و تلاش‌های صلح‌طلبانه‌اش، به عنوان شخصیتی مورد اعتماد از سوی هر دو طرف شناخته شد، هرچند شایعاتی مبنی بر همدستی او با کردها نیز منتشر شد.

## درگذشت

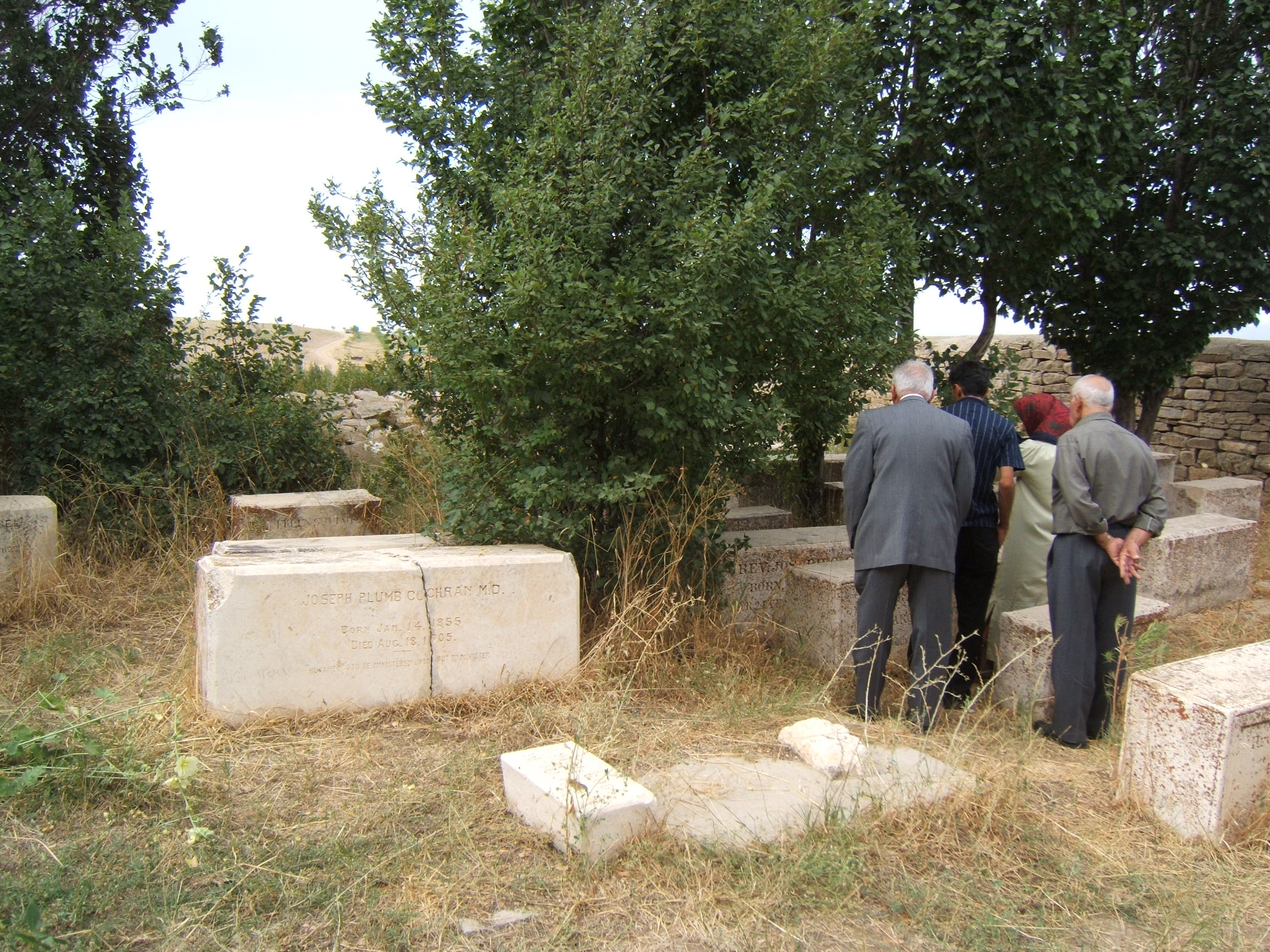
سنگ قبر جوزف کاکرن در روستای سیر ارومیه

عاقبت خود جوزف کاکرن، همسرش، پدر و مادرش، و چندی دیگر از همکاران و خویشاوندانش نیز همگی در قبرستان آمریکایی‌ها در روستای سیر به خاک سپرده شدند. خدمات کاکرن به حدی مورد توجه اهالی منطقه قرار گرفته بود که در مراسم تشییع جنازه‌اش حدود ۱۰۰۰۰ نفر حضور یافتند.
پسر کاکرن، جوزف پی کاکرن جونیور، در سال ۱۹۲۰ به ایران بازگشت و در بیمارستان آمریکایی مشغول به کار شد. دخترش دورتی کاکرن رُزمن برای مدتی در بیمارستان آمریکایی تبریز به عنوان پرستار کار کرد.

## کتابشناسی
- ROBERT E. SPEER (۱۹۱۱). The Hakim Sahib, the Foreign Doctor: A Biography of Joseph Plumb Cochran, M. D. , of Persia (به انگلیسی).